# Anastraphia
Anastraphia, rod glavočika smješten u tribus Gochnatieae, dio potporodice Gochnatioideae. Pripada mu 33 vrste sa Velikih Antila: Bahami, Kuba, Hispaniola, otoci Turks i Caicos.

## Vrste
1. Anastraphia attenuata Britton
2. Anastraphia buchii Urb.
3. Anastraphia calcicola Britton
4. Anastraphia cowellii Britton
5. Anastraphia crassifolia Britton
6. Anastraphia crebribracteata Ventosa & P.Herrera
7. Anastraphia cristalensis Ventosa & P.Herrera
8. Anastraphia cubensis Carabia
9. Anastraphia ekmanii Urb.
10. Anastraphia elliptica León
11. Anastraphia enneantha S.F.Blake
12. Anastraphia geigeliae Ventosa & P.Herrera
13. Anastraphia gomezii León
14. Anastraphia herrerae Ventosa
15. Anastraphia ilicifolia D.Don
16. Anastraphia intertexta C.Wright ex Griseb.
17. Anastraphia maisiana León
18. Anastraphia mantuensis C.Wright ex Griseb.
19. Anastraphia microcephala Griseb.
20. Anastraphia montana Britton
21. Anastraphia northropiana Greenm.
22. Anastraphia obovata Urb. & Ekman
23. Anastraphia obtusifolia Britton
24. Anastraphia oligantha Urb.
25. Anastraphia oviedoae Ventosa & P.Herrera
26. Anastraphia parvifolia Britton
27. Anastraphia pauciflosculosa C.Wright ex Hitchc.
28. Anastraphia picardae Urb.
29. Anastraphia recurva Britton
30. Anastraphia sessilis (Alain) Ventosa & V.A.Funk
31. Anastraphia shaferi Britton
32. Anastraphia tortuensis Urb.
33. Anastraphia wilsonii Britton